# Erling Bløndal Bengtsson
Erling Bløndal Bengtsson, född den 8 mars 1932 i Köpenhamn, död den 6 juni 2013 i Ann Arbor, Michigan, USA, var en dansk cellist.

## Biografi
Bengtsson debuterade som cellist i Köpenhamn redan 1936, då han 4½ år gammal gjorde sitt första offentliga uppträdande vid Politikens julfest. Han debuterade med orkester på Tivoli i Köpenhamn 1942. Sexton år gammal upptogs han som student vid Curtis Institute of Music i Philadelphia, där han studerade under Gregor Pjatigorskij. Han engagerades 1949 som lärare vid institutet, och fram till 1952 höll Bengtsson sin egen celloklass där innan han 1953 blev utnämnd till lärare vid Det Kongelige Danske Musikkonservatorium i Köpenhamn. Han var 1961-1990 professor vid konservatoriet. 1980 fick han en professur vid Hochschule für Musik Köln. Han återvände till USA 1990, och undervisade vid University of Michigan School of Music tills han pensionerade sig från akademin år 2006.
Bengtsson fick en lång internationell karriär. Han gav konserter i Europa, USA och Asien, och var högst verksam långt upp i åren. Hans repertoar sträckte sig från Bach till Niels Viggo Bentzon, och flera danska kompositörer har skrivit cellokonserter åt honom.
År 1972 valdes Bengtsson till ledamot av Kungliga Musikaliska Akademien, och 1993 hedrades han med titeln "Chevalier du Violoncelle" vid Indiana University. Bengtsson publicerade största delen av sina inspelningar på danska bolaget Danacord. I november 2006 gav han ut en dvd, The Cello and I, även den på Danacord. På denna dvd presenteras ett utförligt porträtt av Bengtssons karriär vid 70-årsfirandet av hans konsertdebut.